# Opsaridium
Genre
Opsaridium est un genre de poisson de la famille des Cyprinidae.

## Liste des espèces
Selon FishBase (20 novembre 2016):
- Opsaridium boweni (Fowler, 1930)
- Opsaridium engrauloides (Nichols, 1923)
- Opsaridium leleupi (Matthes, 1965)
- Opsaridium loveridgii (Norman, 1922)
- Opsaridium maculicauda (Pellegrin, 1926)
- Opsaridium microcephalum (Günther, 1864)
- Opsaridium microlepis (Günther, 1864)
- Opsaridium peringueyi (Gilchrist & Thompson, 1913)
- Opsaridium splendens Taverne & De Vos, 1997
- Opsaridium tweddleorum Skelton, 1996
- Opsaridium ubangiense (Pellegrin, 1901)
- Opsaridium zambezense (Peters, 1852)

### Note
Selon ITIS:
- Opsaridium boweni (Fowler, 1930)
- Opsaridium christyi (Boulenger, 1920)
- Opsaridium engrauloides (Nichols, 1923)
- Opsaridium leleupi (Matthes, 1965)
- Opsaridium loveridgii (Norman, 1922)
- Opsaridium maculicauda (Pellegrin, 1926)
- Opsaridium microcephalum (Günther, 1864)
- Opsaridium microlepis (Günther, 1864)
- Opsaridium peringueyi (Gilchrist et Thompson, 1913)
- Opsaridium splendens Taverne et De Vos, 1997
- Opsaridium tweddleorum Skelton, 1996
- Opsaridium ubangiense (Pellegrin, 1901)
- Opsaridium zambezense (Peters, 1852)